# Johann Jakob Griesbach
Johann Jakob Griesbach, född den januari 1745 i Butzbach i storhertigdömet Hessen, död den 12 mars 1812 i Jena, var en tysk exeget. 
Griesbach, som var professor i teologi i Jena, gjorde betydelsefulla insatser genom sin uppmärksammade textrevision av Nya Testamentet. 1774-1775 utgav han i tre delar sin första edition av Nya Testamentet, i vilken evangelierna till att börja med ordnats synoptiskt; Griesbachs synops trycktes sedan flera gånger som självständigt verk. En andra, betydligt utvidgad och förbättrad upplaga utkom 1796-1806, en tredje påbörjades av David Schulz (1827), men endast första delen utkom.